# Dangers
Dangers – miejscowość i gmina we Francji, w Regionie Centralnym, w departamencie Eure-et-Loir.
Według danych na rok 1990 gminę zamieszkiwało 328 osób, a gęstość zaludnienia wynosiła 44 osoby/km² (wśród 1842 gmin Regionu Centralnego Dangers plasuje się na 818. miejscu pod względem liczby ludności, natomiast pod względem powierzchni na miejscu 1264.).